# Loggetta de Sansovino
La Loggetta es un pequeño edificio ricamente decorado situado en la base del campanario de la Plaza de San Marcos, en Venecia (Italia). Construido por Jacopo Sansovino entre 1538 y 1546, sirvió en varias ocasiones como lugar de reunión para los nobles y para las reuniones de los procuradores de San Marcos, los funcionarios de la República de Venecia que se encargaban principalmente de la administración del tesoro de la Iglesia de San Marcos y de los edificios públicos alrededor de la Plaza de San Marcos.
Debido a su ubicación directamente frente a la Porta della Carta, la entrada más importante al Palacio Ducal, la loggetta también se utilizó a partir de 1569 como puesto de centinela para brindar seguridad a los nobles reunidos durante las reuniones del Gran Consejo: tres procuradores debían estar presentes, asistidos por un escuadrón armado de trabajadores del Arsenal, el astillero del gobierno, para contrarrestar cualquier asalto popular y responder a cualquier incendio. A partir de 1734, fue además el lugar de extracción de los billetes premiados en la lotería pública.
La loggetta quedó destruida en gran parte por el derrumbe del campanario en 1902, pero se reconstruyó utilizando el material original que se pudo rescatar, lo que supone aproximadamente la mitad del edificio actual. Al mismo tiempo, se reconstruyeron los laterales, que originalmente se habían dejado en ladrillo liso ya que otras estructuras adosadas se apoyaban en ellos, en el estilo de la fachada principal. Hoy en día, el edificio es la entrada al ascensor de la torre.

## Antecedentes históricos

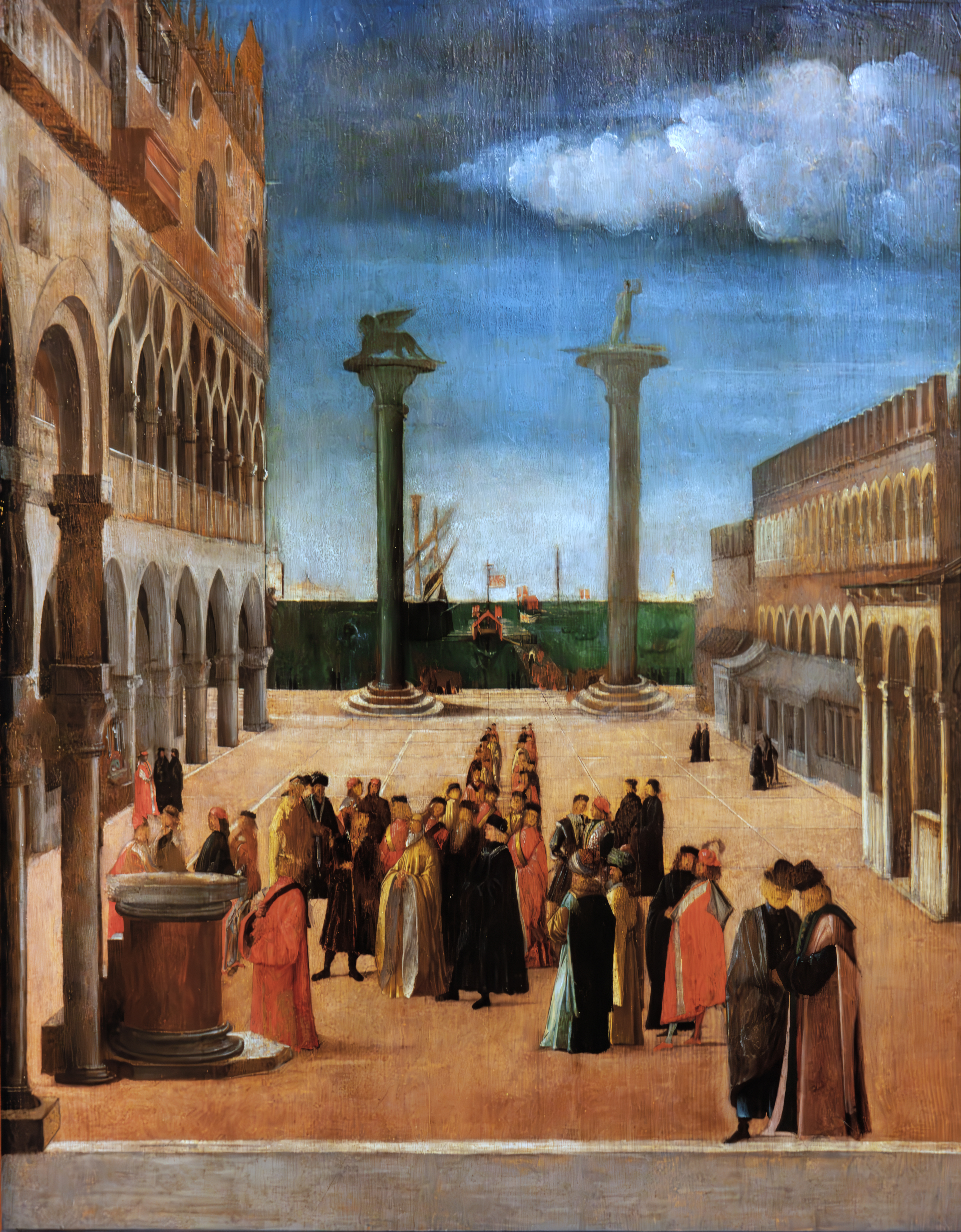
Lazzaro Bastiani (atribuido), La Piazzetta di San Marco (c. 1487), Venecia, Museo Correr

Las galerías exteriores cubiertas, denominadas loggias y destinadas a ser lugares de reunión pública, se construían normalmente en Venecia contra las fachadas de las iglesias, como los ejemplos que se conservan de San Giacomo di Rialto y San Nicolò dei Mendicoli. También se adjuntó una estructura similar al edificio del Camerlenghi en Rialto como lugar de reunión de los nobles para discutir asuntos comerciales en el centro comercial de la ciudad. Amueblada con mapas y pinturas, esta estructura, visible en el Milagro de la Reliquia de la Cruz en el Puente de Rialto de Vittore Carpaccio (c. 1496) y en la vista panorámica de Venecia de Jacopo de' Barbari (1500), no fue reconstruida después del incendio. que arrasó el mercado de Rialto en 1514.
Desde finales del siglo XIII hasta la segunda mitad del siglo XVII, también existió una logia en la Plaza de San Marcos como lugar de reunión para los nobles cuando acudían a la plaza por asuntos gubernamentales. Aunque estaba adosada a la Iglesia de San Basso, estaba bajo la jurisdicción de los procuradores de San Marcos de supra que se encargaban específicamente de los edificios públicos en torno a la plaza.
En el siglo XV, los procuradores erigieron una segunda logia, adosada al campanario. Visible en La Piazzetta di San Marco (c. 1487), atribuida a Lazzaro Bastiani, era una estructura de madera adosada, parcialmente cerrada, que consistía en una triple arcada sostenida por cuatro columnas de piedra. Con el paso del tiempo, sufrió repetidos daños por la caída de la mampostería del campanario como consecuencia de tormentas y terremotos, pero fue reparada después de cada incidente. Sin embargo, cuando un rayo cayó sobre el campanario el 11 de agosto de 1537 y la logia que había debajo volvió a sufrir daños, se decidió reconstruir completamente la estructura. El encargo recayó en el escultor y arquitecto Jacopo Sansovino, el proto (arquitecto asesor y gestor de edificios) de los procuradores de San Marcos de supra.

## Edificio

### Construcción

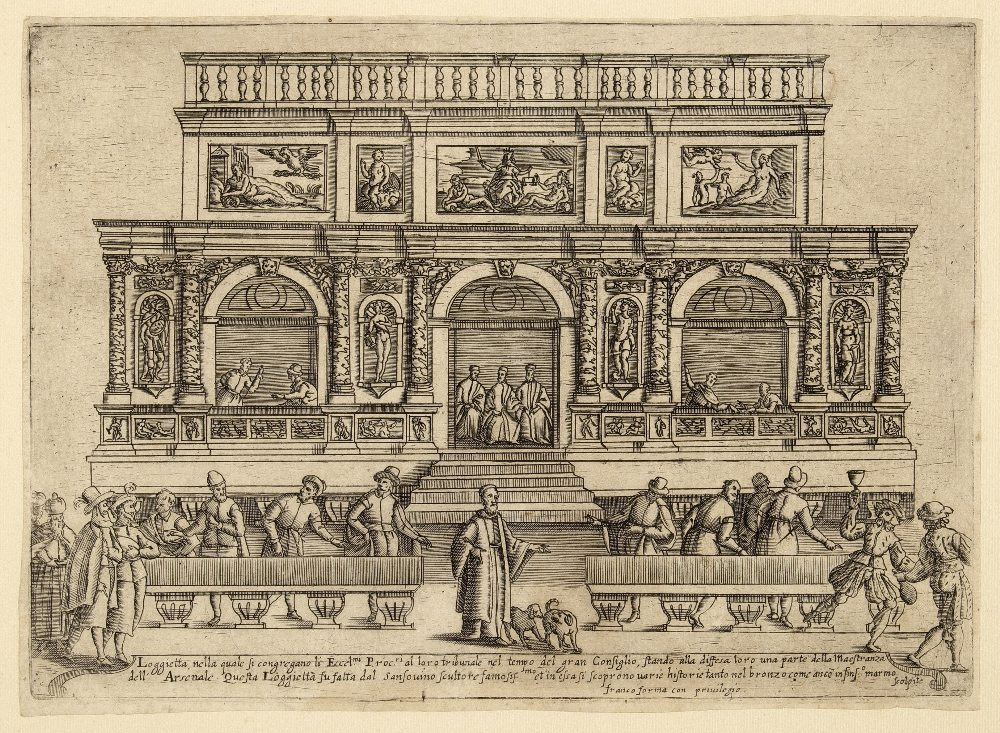
Grabado de la Loggetta. Fuente: Giacomo Franco, Habiti d'huomeni et donne venetiane, 1610, Venecia

La construcción de la loggetta fue parte de la renovatio urbis, el ambicioso programa de renovación arquitectónica, iniciado bajo el dogo Andrea Gritti, que tenía como objetivo reafirmar el prestigio internacional de Venecia después de la anterior derrota en Agnadello durante la Guerra de la Liga de Cambrai y la posterior Paz de Bolonia que sancionó la hegemonía de los Habsburgo en la península italiana al final de la Guerra de la Liga de Cognac. Supuso la transformación de la plaza de San Marcos, que dejó de ser un anticuado centro urbano medieval con vendedores de comida, cambistas e incluso letrinas, para convertirse en un imponente foro público que emulaba a la antigua Roma. En concreto, la loggetta se modeló siguiendo las líneas de los antiguos arcos de triunfo y se concibió como un telón de fondo monumental para dar una sensación de grandeza a las ceremonias públicas. Muchos de los elementos arquitectónicos clave, como las columnas pareadas y los nichos con estatuas, ya habían sido empleados por Sansovino en los arcos de madera temporales que diseñó y erigió en Florencia en 1514 para la entrada ceremonial del Papa León X en la ciudad el año siguiente.
Aunque la pequeña estructura de ladrillo se erigió rápidamente entre 1538 y 1540, en parte con materiales de construcción recuperados de la antigua iglesia de San Francesco della Vigna,  la preocupación por la magnitud del programa arquitectónico global (que incluía la biblioteca) y los gastos asociados para las arcas de los procuradores de San Marcos de supra llevaron a una breve suspensión de las obras y a la decisión de simplificar el diseño dejando a la vista el ladrillo de los muros laterales. Sin embargo, los laterales quedaron parcialmente ocultos cuando las estructuras adosadas que rodeaban el perímetro del campanario se extendieron posteriormente a lo largo de los lados de la loggetta con el fin de proporcionar una fuente adicional de ingresos por alquiler a los procuradores. Las obras se reanudaron y, en enero de 1541, la estructura básica estaba terminada cuando se aplicó el techo de plomo.

### Arquitectura
El modelo principal de la loggetta fue probablemente el Arco de Constantino en Roma con tres arcos prominentes que se alternan con columnas salientes que se muestran como trofeos en altos pedestales. El diseño de los nichos con estatuas colocadas entre columnas pareadas también puede derivar del diseño de Donato Bramante para la pantalla de mármol dentro de la Iglesia de la Sacra Casa en Loreto. Pero la elección específica de capiteles compuestos, combinados con un friso pulvinado convexo, probablemente se inspiró en la tumba del Papa Adriano VI en Santa Maria dell'Anima.

### Materiales
Dado su pequeño tamaño, la loggetta costó la suma relativamente considerable de 4.258 ducados y 14 grossi debido al lujoso revestimiento de piedra. El rico efecto policromático, obtenido mediante el empleo de varias piedras raras y mármoles costosos, recuerda al interior del Panteón, a la capilla Chigi de Rafael en Santa Maria del Popolo (iniciada hacia 1512) y a la tumba del papa Adriano VI de Baldassare Peruzzi en Santa Maria dell'Anima (1523-1530), construcciones todas ellas con las que Sansovino estaba probablemente familiarizado desde su segundo periodo en Roma (1516-1527).

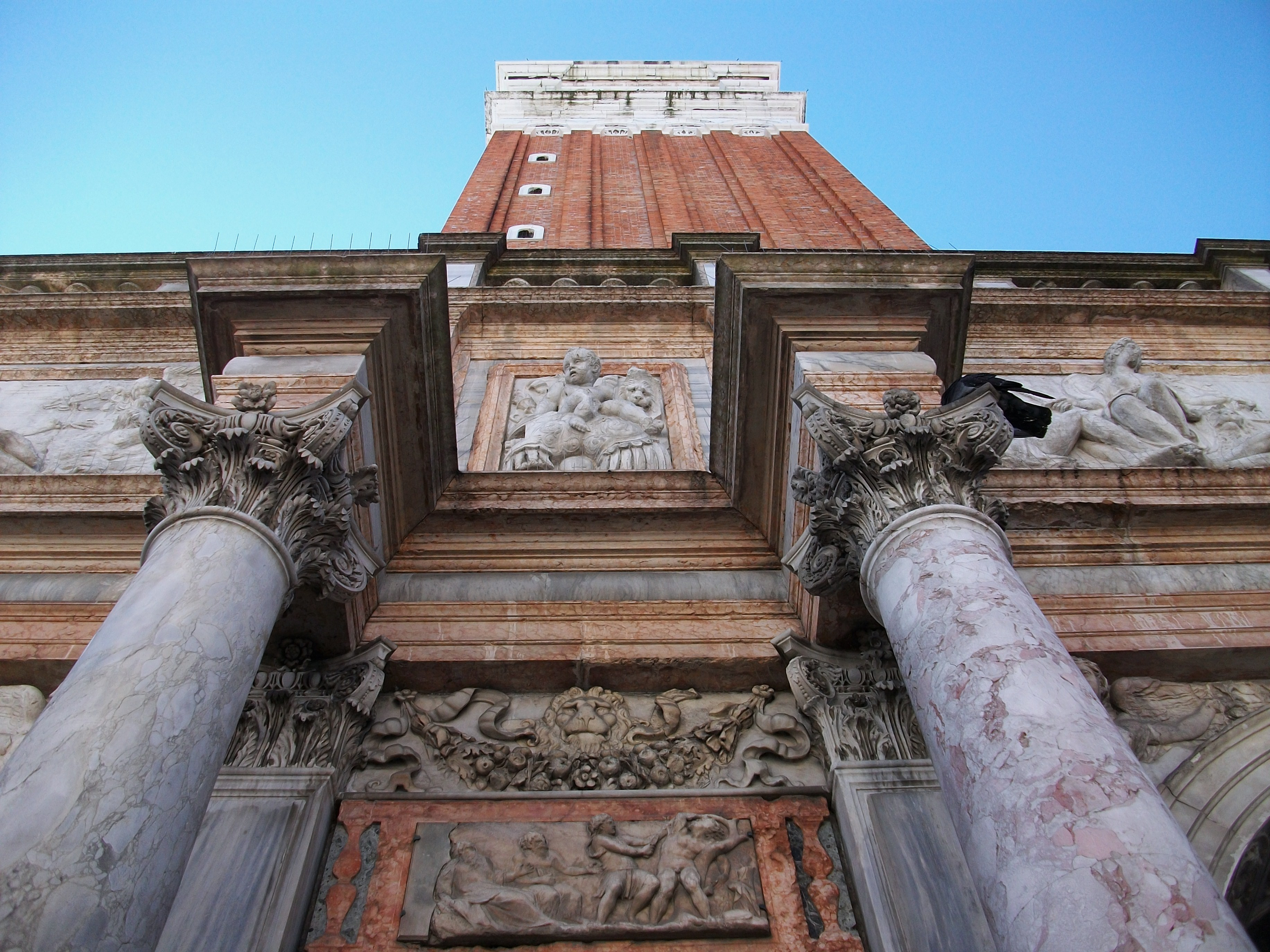
Detalle de la fachada policromada que muestra brechas orientales, mármoles de Verona y Carrara, calizas de Istria y lapislázuli de Grecia.

En gran parte de la estructura se utiliza mármol rojo de Verona, disponible en la zona: las cornisas, la balaustrada de coronación, el revestimiento del interior de los nichos y los marcos de los relieves superiores. La balaustrada también contiene lumachelle opalescente procedente del valle de San Vitale, cerca de Verona, conocido por sus conchas de moluscos fosilizados. Para las esculturas en relieve se utiliza piedra blanca de Istria, fácil de tallar. Las auténticas columnas antiguas (de las que sólo tres sobrevivieron al derrumbe del campanario en 1902) están hechas de brechas procedentes de Asia y África y están colocadas de manera que el color y la textura de los fragmentos angulares de rocas preexistentes en la piedra se acentúan progresivamente hacia las columnas centrales. Las lesenas detrás de las columnas, el friso pulvinado convexo del entablamento principal y los capiteles son de mármol de Carrara blanco veteado de gris. El precioso lapislázuli verde oscuro (verde antico), que se encuentra exclusivamente en el Peloponeso, se emplea para los realces alrededor de los nichos.

### Escultura
Estatuas

La combinación de mármoles policromados con bronce también recuerda a la Capilla Chigi de Rafael. Pero en la loggetta, el bronce tiene más protagonismo, ya que es el material empleado para las cuatro grandes estatuas. Éstas fueron diseñadas por Sansovino a partir de un programa alegórico concebido por el procurador Antonio Cappello con la intención de glorificar la República y exaltar sus virtudes intrínsecas en un espacio público. El hijo del arquitecto, Francesco Sansovino, desarrolla el significado de las estatuas tanto en L'Arte oratoria secondo i modi della lingua volgare (1546) como en Venetia, città nobilissima et singolare (1581), precisando en esta última publicación que obtuvo la explicación directamente de su padre.

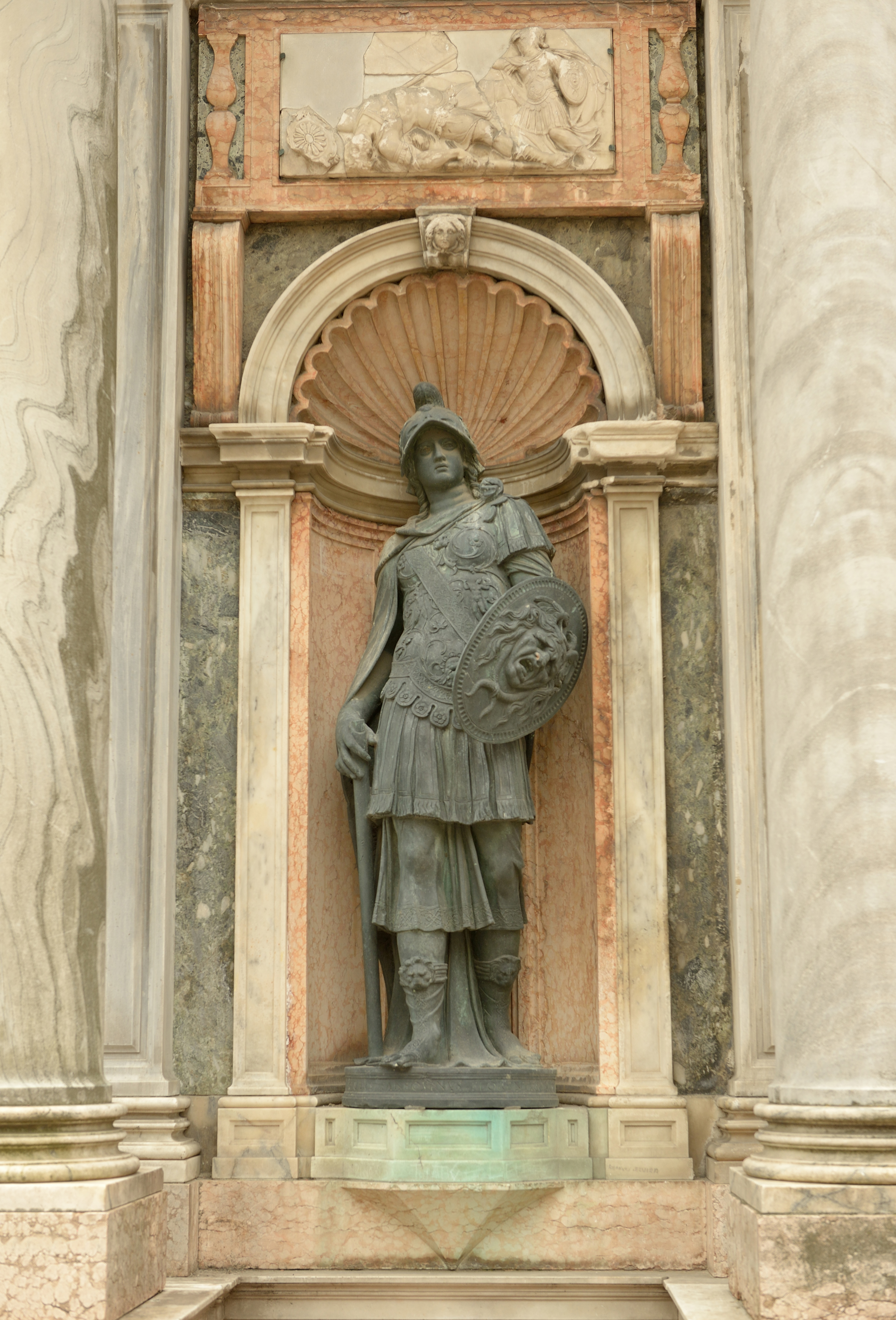
Minerva
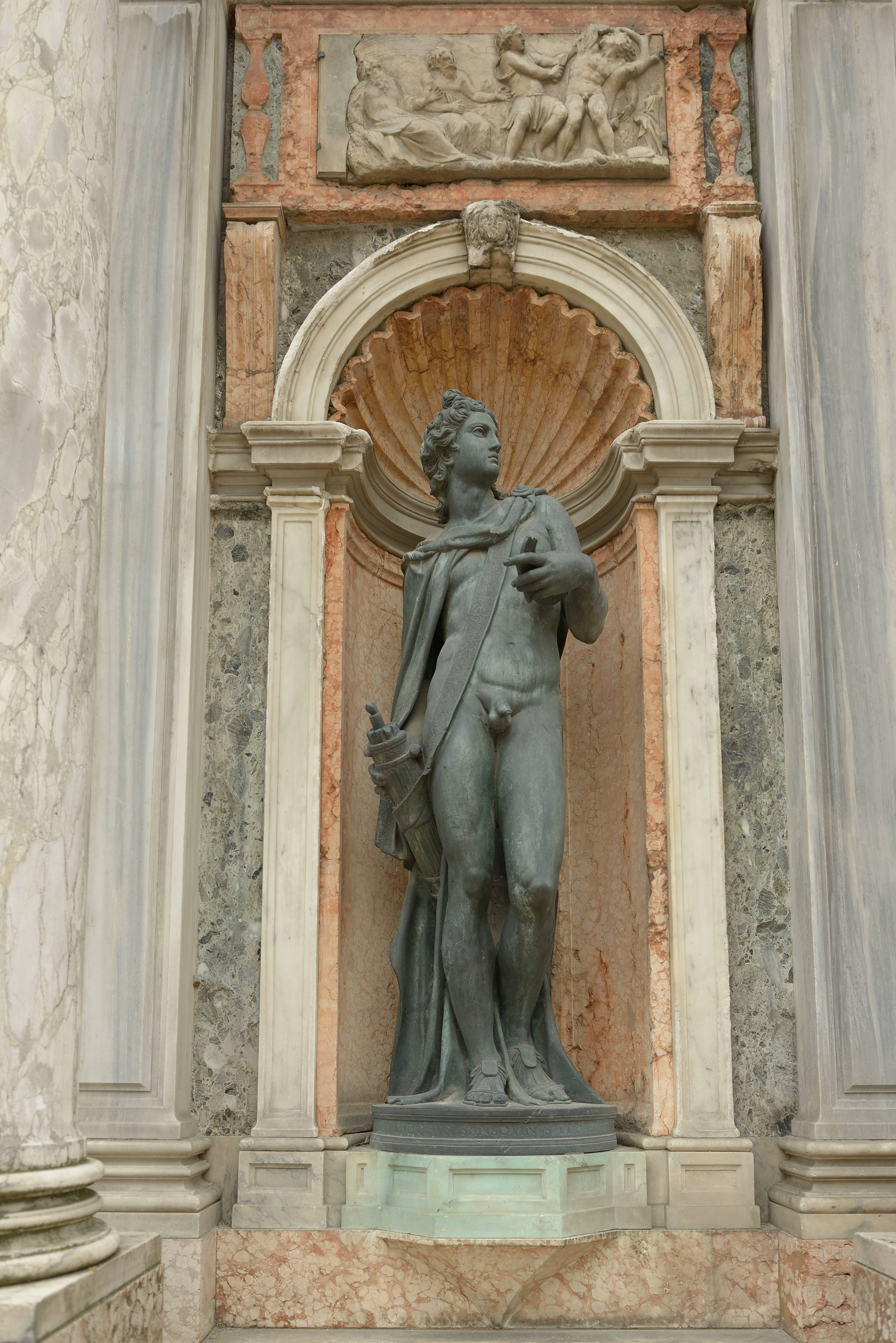
Apolo
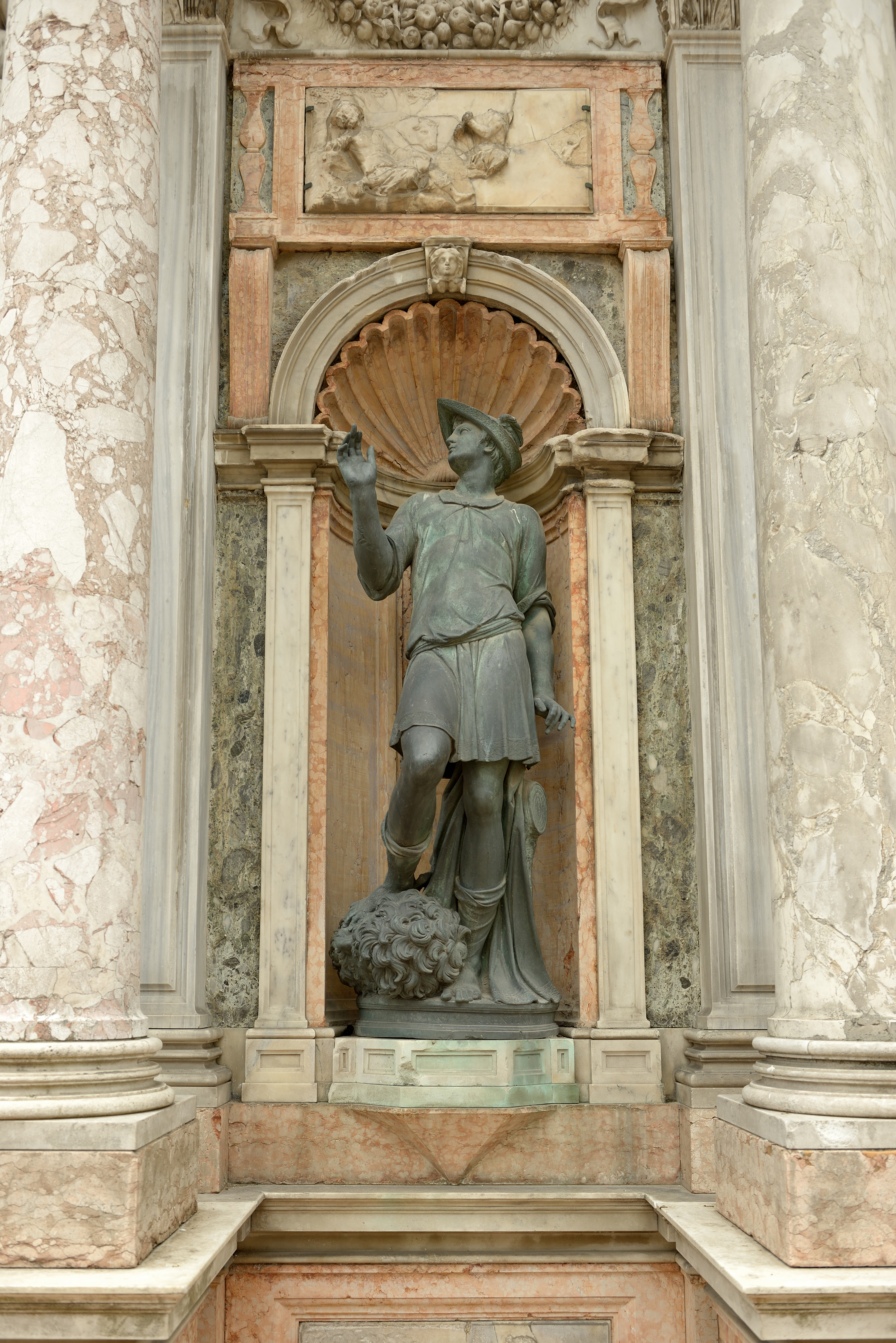
Mercurio
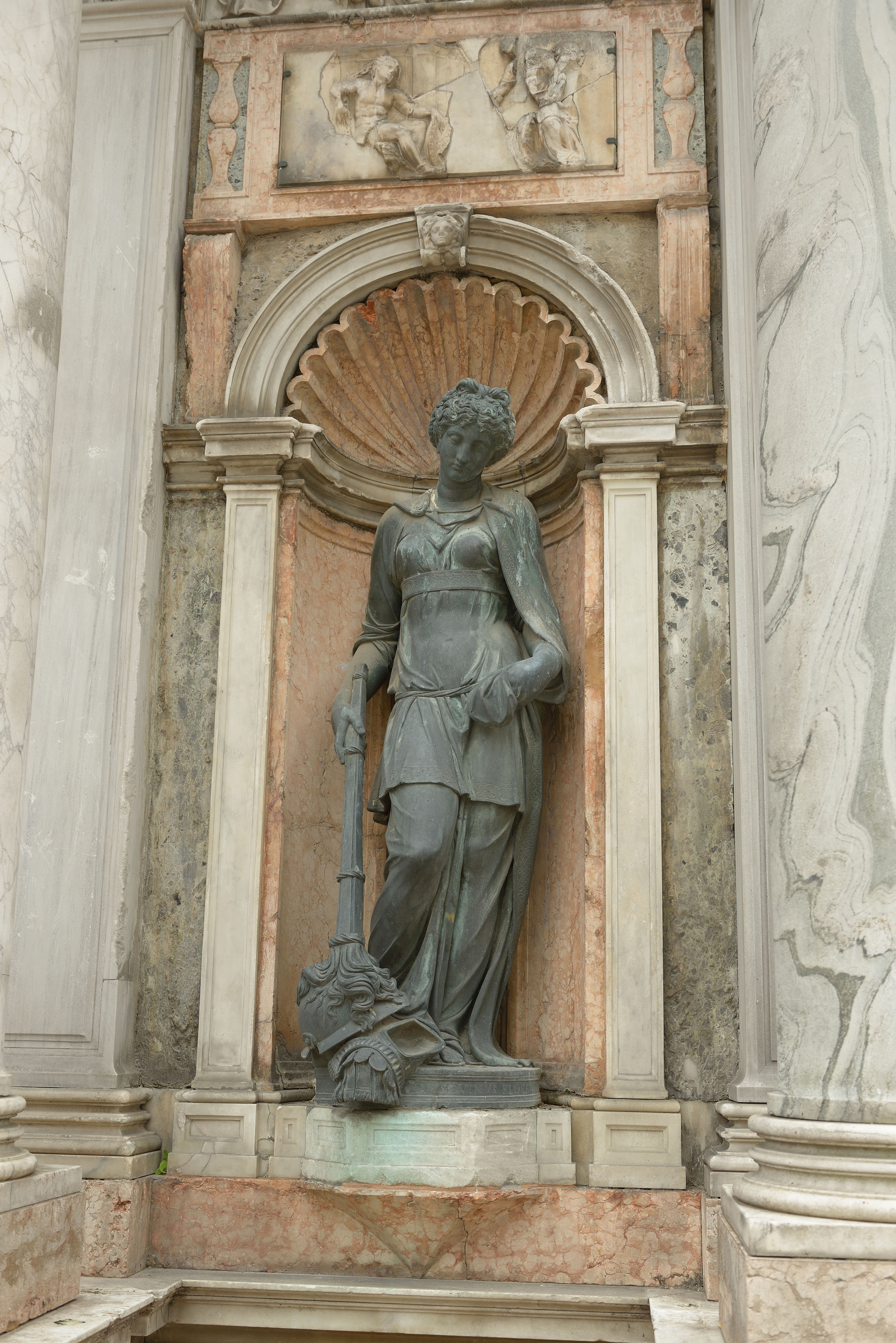
Paz

Minerva, la diosa de la sabiduría, representa la singular e inigualable sabiduría encarnada en el Senado veneciano y en aquellos antepasados que establecieron la República. Lleva un casco y sostiene un escudo con el gorgoneion.
Apolo, como dios del sol único (Sole), alegoriza la unicidad de la República y de su gobierno. Además, como dios de la música, alude a la perfecta armonía constitucional entre los distintos consejos y magistrados que asegura la estabilidad y longevidad del Estado. En la loggetta, se le representa con un carcaj y flechas como símbolos de los penetrantes rayos solares. Falta la lira en su mano izquierda.
Mercurio, el dios de la elocuencia, subraya que las decisiones sabias y prudentes de Venecia son expresadas con elocuencia por los nobles. El dios se muestra con la cabeza cortada de Argus a sus pies. Falta el caduceo de su mano derecha.
Pax representa la paz, amada por la República, que asegura su grandeza. La estatua de la diosa la muestra apagando su antorcha en la armadura que yace desechada a sus pies.
Relieves

Los tres relieves del ático son obra de los colaboradores de Sansovino Danese Cattaneo y Tiziano Aspetti. Alegorizan a Venecia y a sus principales territorios sujetos, Creta y Chipre.

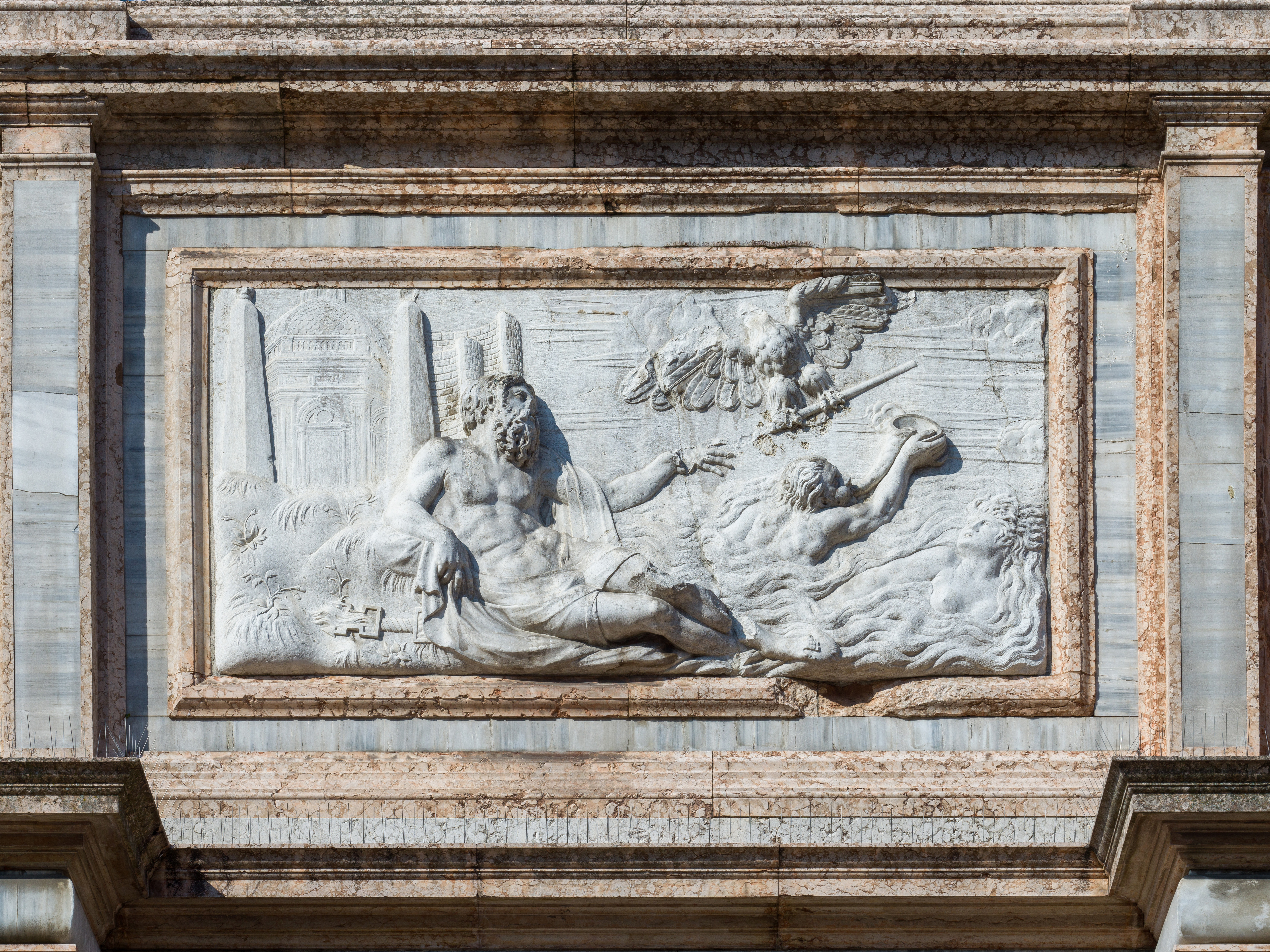
Júpiter como una alegoría de Creta
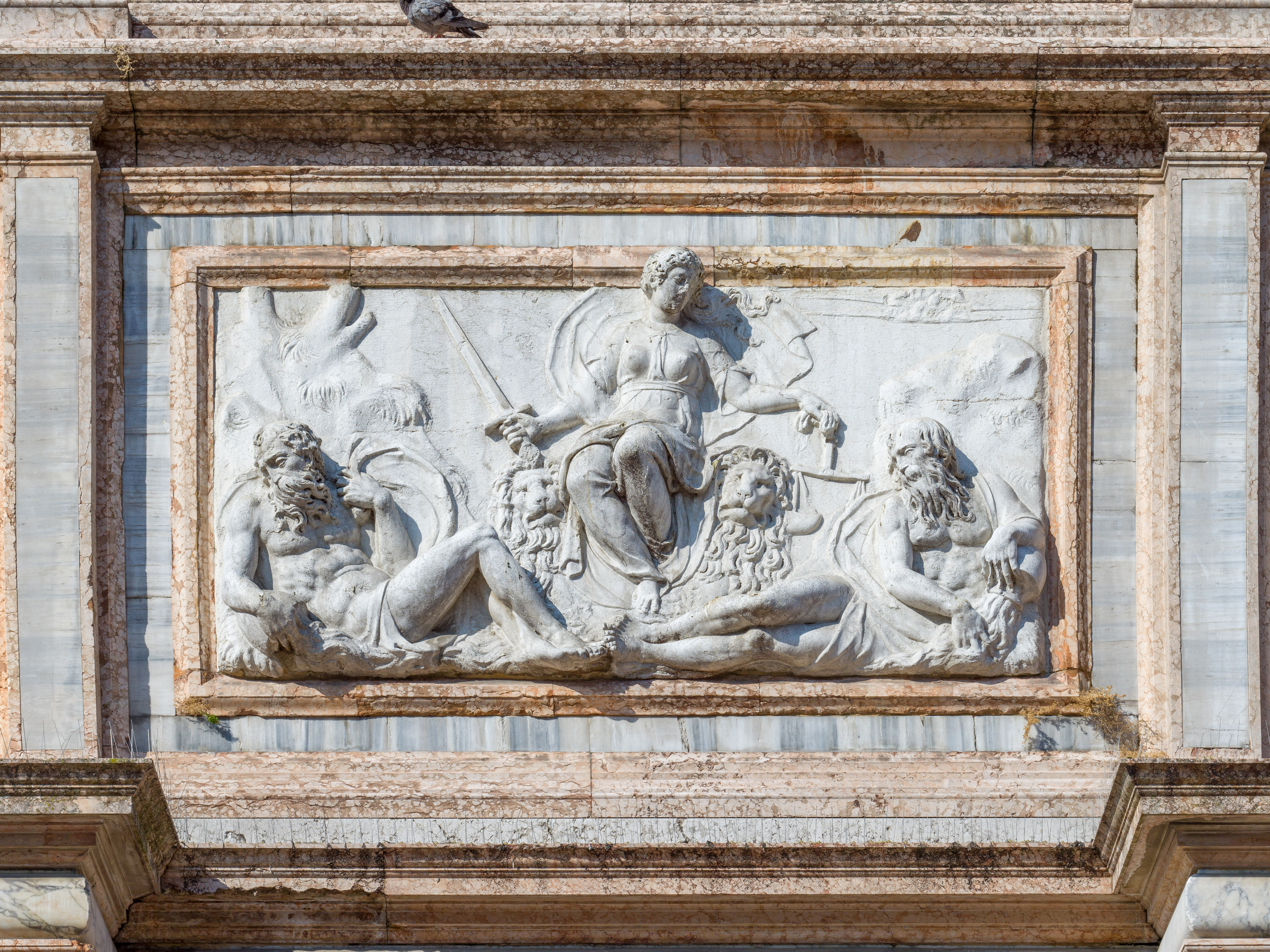
Venecia como la Justicia
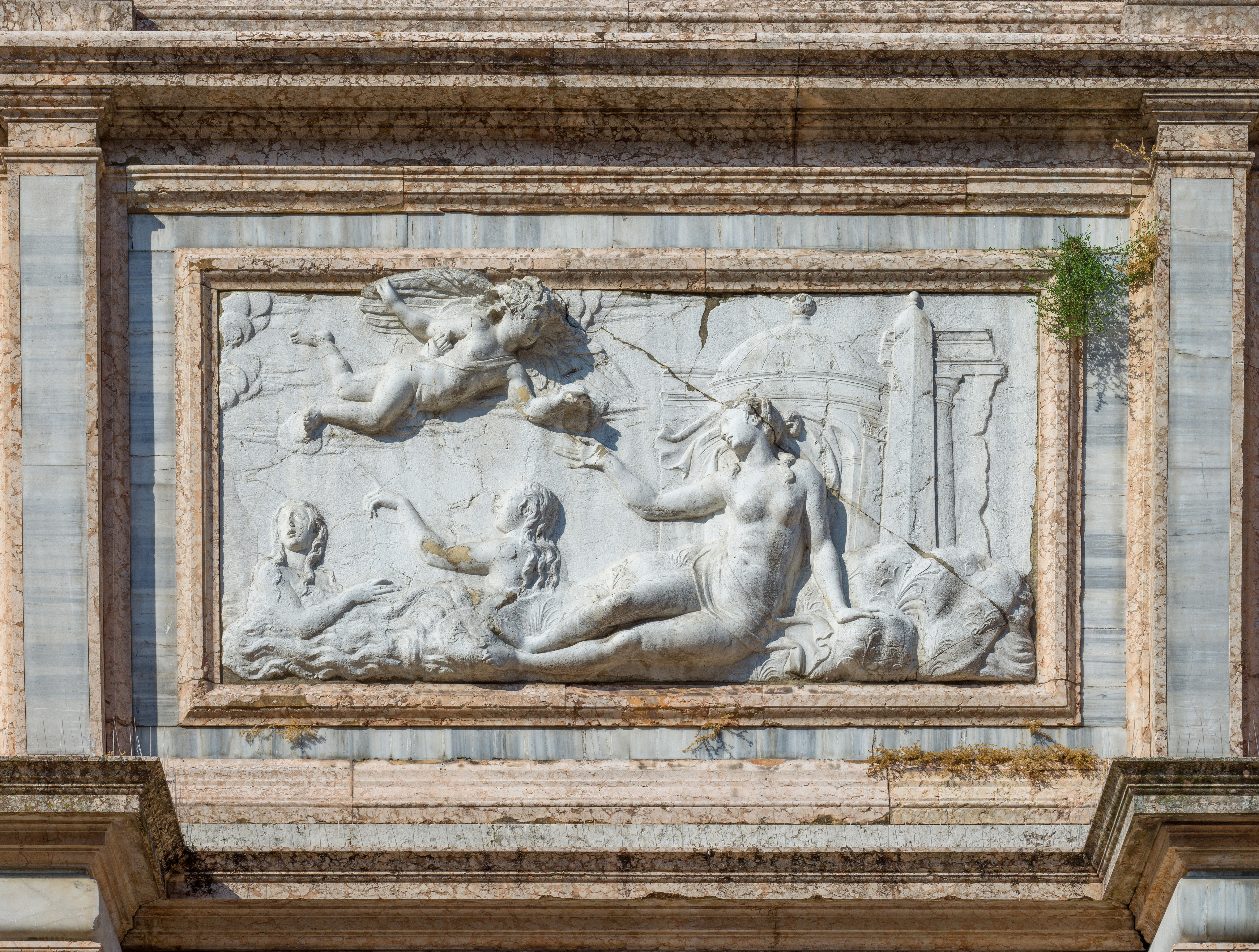
Venus como una alegoría de Chipre

El relieve central muestra a Venecia como Justicia con la espada y la balanza. Se sienta sobre un trono sostenido por leones en alusión a su sabiduría salomónica. A ambos lados, la figura está flanqueada por dioses fluviales con agua que fluye de urnas en referencia a los territorios sujetos en la península italiana. El territorio de Creta, bajo dominio veneciano de 1205 a 1669, se presenta como Júpiter, que fue criado en el monte Aigaion de Creta y engendró a Minos, el primer rey de la isla. Chipre, anexionada a Venecia en 1489 y cedida a los turcos otomanos en 1573, se muestra como Venus que nació de las aguas cercanas a la isla.

### Modificaciones posteriores
1653-1663
Con motivo de las reparaciones necesarias después de que un rayo cayera sobre el campanario, Baldassare Longhena, arquitecto asesor y administrador de edificios de los procuradores de San Marcos de supra desde 1640 hasta 1682, sustituyó los cinco escalones delante de la loggetta y los bancos exteriores por una amplia terraza y una balaustrada. Las dos ventanas laterales se redujeron a medias lunetas con rejas de hierro en la parte superior, y se añadieron puertas.
1733-1750

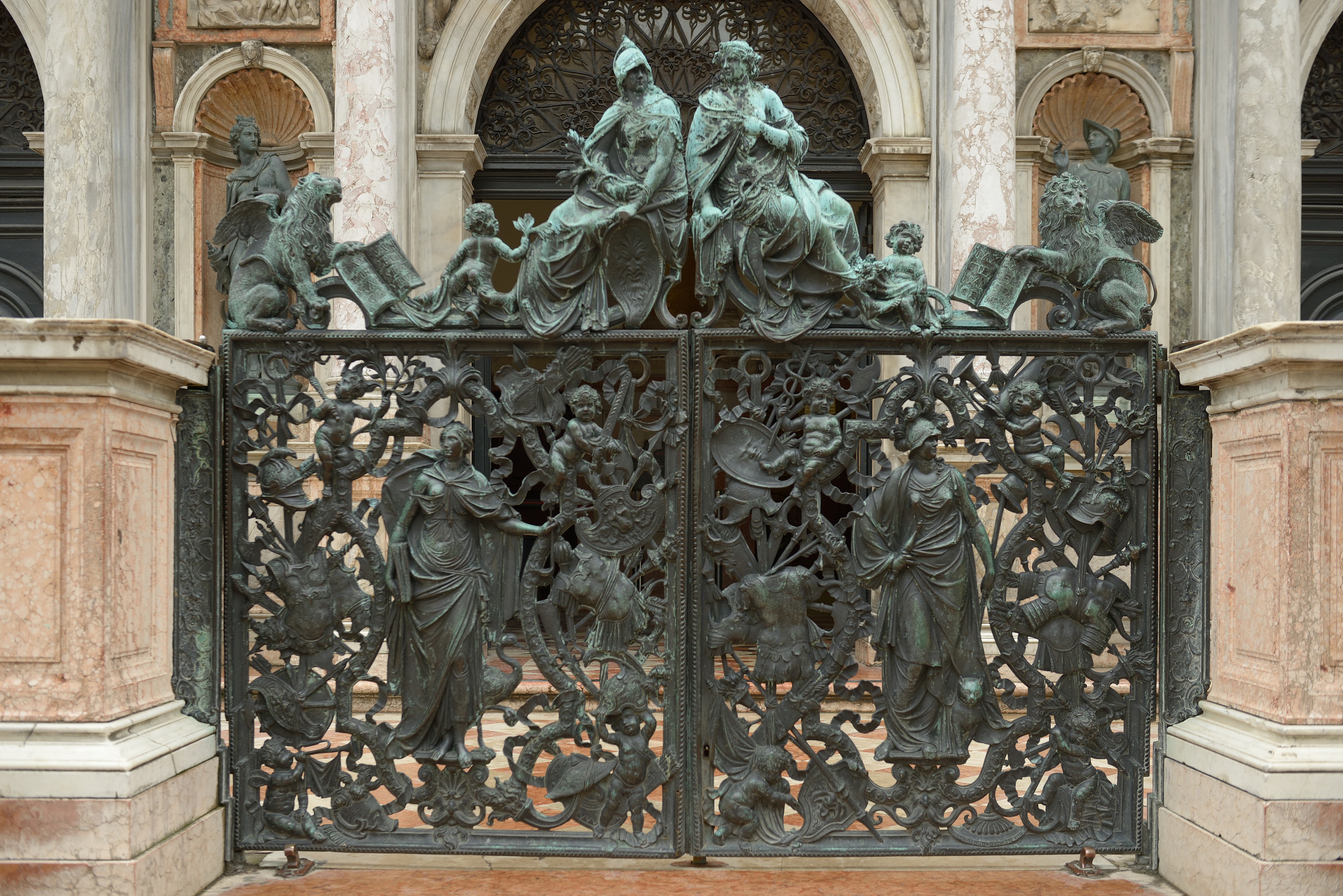
La puerta de bronce, hecha por Antonio Gai entre 1733 y 1734

Antonio Gai realizó la elaborada puerta de bronce (1733-1734) con las figuras alegóricas de la Vigilancia (a la izquierda con la lámpara encendida y la grulla sosteniendo un guijarro con el pie) y la Libertad (a la derecha con el píleo sobre un bastón). La puerta está coronada por la Paz Armada (a la izquierda con un casco y una rama de olivo) y la Felicidad Pública (a la derecha con el caduceo y una cornucopia).
Giorgio Massari amplió el ático entre 1749 y 1750. Los relieves en mármol de los dos putti de las alas exteriores del alzado fueron tallados por Antonio Gai.
1876–1885
La loggetta medieval original estaba cubierta por ambos lados con puestos de madera para tiendas que continuaban a lo largo del perímetro del campanario. Importantes fuentes de ingresos por alquiler para los procuradores de San Marcos de supra, fueron reconstruidas en 1550 junto a la estructura de Sansovino y existieron hasta 1873, cuando fueron finalmente demolidas. Esto dejó al descubierto los muros laterales de ladrillo, que sólo tenían ventanas parciales de tres luces en las partes superiores para acomodar la estructura adosada de abajo. En consecuencia, se decidió ampliar los marcos de las ventanas hacia abajo utilizando como modelo la ventana, derivada de la de Santa Maria delle Grazie de Bramante en Milán y del ninfeo de Genazzano, cerca de Roma, que el propio Sansovino había empleado para el altar mayor de San Martino en Venecia.

## Reconstrucción

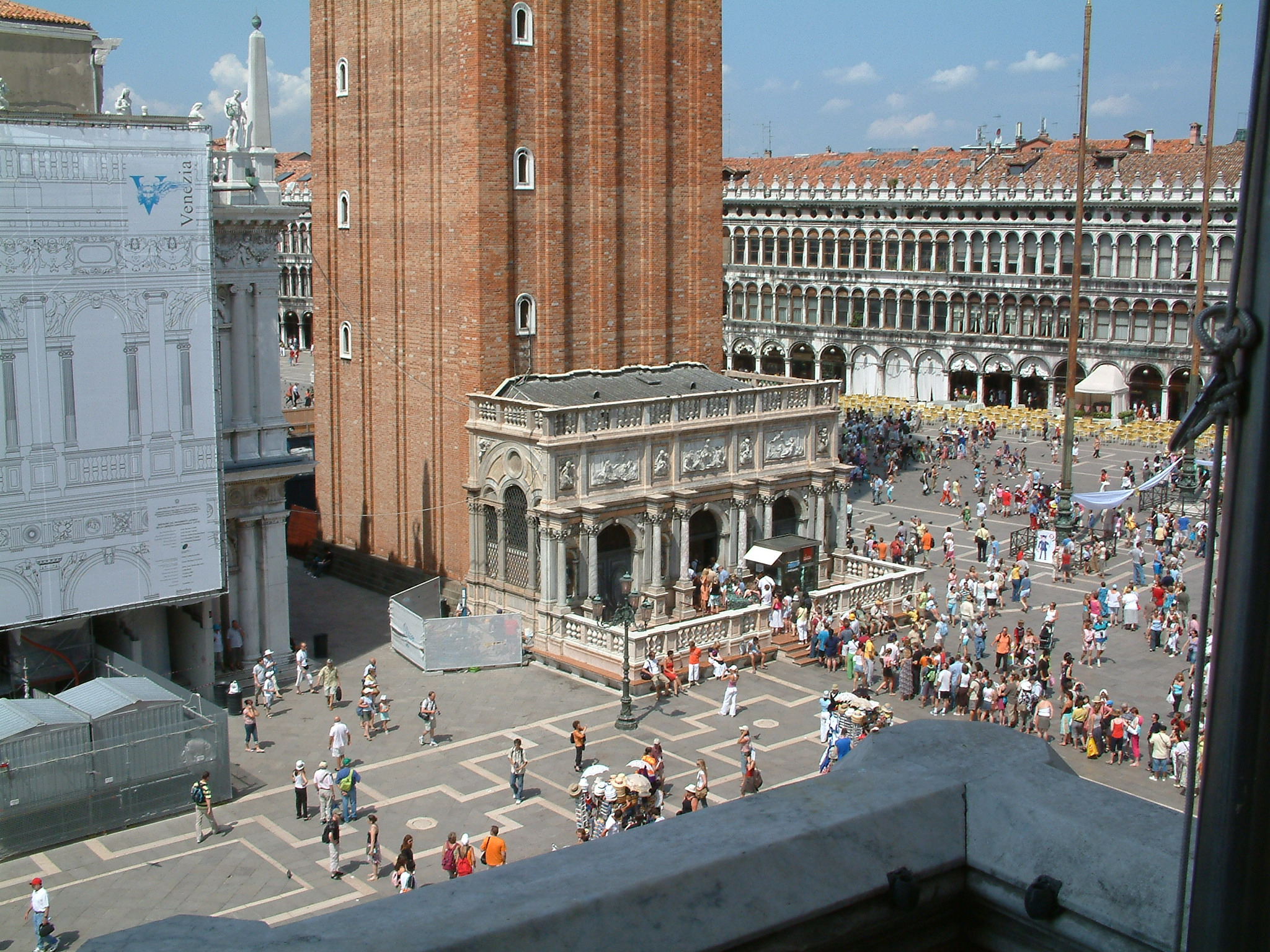
La loggetta reconstruida vista desde el Palacio Ducal

En 1902, la loggetta fue destruida en gran parte cuando se derrumbó el campanario. Los elementos sobrevivientes fueron catalogados e integrados con piezas sustitutas. Luego, el conjunto se volvió a montar en el patio del Palacio Ducal antes de trasladarse a la base del nuevo campanario. La construcción se completó en 1912.
La Loggetta actual está construida con aproximadamente el cincuenta por ciento del material arquitectónico y decorativo original. Las tres columnas sobrevivientes están ubicadas a ambos lados de la puerta y en la penúltima posición a la derecha. Aunque muy deteriorados, los relieves del desván son originales, a excepción del putto del extremo derecho. Las figuras de enjutas también son originales, al igual que la mayoría de los relieves por encima y por debajo de los nichos.
En el momento de la reconstrucción, se rediseñaron los costados que originalmente se habían dejado en ladrillo visto. Los elementos arquitectónicos de la fachada se continuaron en los laterales, y en los laterales se aplicaron los mismos tipos de piedra y mármol utilizados para los revestimientos de la fachada principal con el fin de homogeneizar toda la estructura.